# Niobrara (flod)

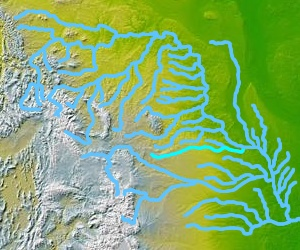
Niobrara River markerad i ljusblått.

Niobrara River, tidigare rivière Quicourre, är en ca 914 km lång biflod till Missourifloden. Den har sin början nära Manville i Niobrara County i östra Wyoming och flyter därifrån förbi Lusk österut över delstatsgränsen mot Nebraska. Den når Missouri i Knox County, Nebraska, nordväst om den lilla staden Niobrara, Nebraska.